# Världscupen i backhoppning 2011/2012
Världscupen i backhoppning 2011/2012 är den 33:e världscupsäsongen i backhoppning för män, och den första någonsin för kvinnor. Den första historiska världscupen för damer inleddes i Lillehammer den 3 december 2011 och kommer att avslutas i Oslo den 9 mars 2012. Herrarnas första individuella tävling var den 27 november 2011 i Kuusamo. Tävlingarna på herrsidan avslutas den 18 mars 2012 i Planica.
Försvarande mästare på herrsidan var Thomas Morgenstern.

## Kalender

### Herrar

#### Individuella tävlingar
| Nr | Backe                  | Disciplin | Datum                                        | Vinnare                                    | Tvåa                                       | Trea                                       | Referens                                   |
| -- | ---------------------- | --------- | -------------------------------------------- | ------------------------------------------ | ------------------------------------------ | ------------------------------------------ | ------------------------------------------ |
| 1  | Kuusamo                | HS 142    | 27 november 2011                             | Andreas Kofler                             | Gregor Schlierenzauer                      | Thomas Morgenstern                         | [ 1 ]                                      |
| 2  | Lillehammer            | HS 100    | 3 december 2011                              | Andreas Kofler                             | Richard Freitag                            | Kamil Stoch                                | [ 2 ]                                      |
| 3  | Lillehammer            | HS 138    | 4 december 2011                              | Andreas Kofler                             | Severin Freund                             | Anders Bardal                              | [ 3 ]                                      |
| 4  | Harrachov              | HS 142    | 9 december 2011                              | Gregor Schlierenzauer                      | Daiki Itō                                  | Anders Bardal                              | [ 4 ]                                      |
| 5  | Harrachov              | HS 142    | 11 december 2011                             | Richard Freitag                            | Thomas Morgenstern                         | Severin Freund                             | [ 5 ]                                      |
| 6  | Engelberg              | HS 137    | 17 december 2011                             | Anders Bardal                              | Martin Koch                                | Thomas Morgenstern                         | [ 6 ]                                      |
| 7  | Engelberg              | HS 137    | 18 december 2011                             | Andreas Kofler                             | Kamil Stoch                                | Anders Bardal                              | [ 7 ]                                      |
| 8  | Oberstdorf             | HS 137    | 30 december 2011                             | Gregor Schlierenzauer                      | Andreas Kofler                             | Thomas Morgenstern                         | [ 8 ]                                      |
| 9  | Garmisch-Partenkirchen | HS 140    | 1 januari 2012                               | Gregor Schlierenzauer                      | Andreas Kofler                             | Daiki Itō                                  | [ 9 ]                                      |
| 10 | Innsbruck              | HS 130    | 4 januari 2012                               | Andreas Kofler                             | Gregor Schlierenzauer                      | Taku Takeuchi                              | [ 10 ]                                     |
| 11 | Bischofshofen          | HS 140    | 6 januari 2012                               | Thomas Morgenstern                         | Anders Bardal                              | Gregor Schlierenzauer                      | [ 11 ]                                     |
| 12 | Bad Mitterndorf        | HS 200    | 15 januari 2012 Flyttad från 14 januari 2012 | Robert Kranjec                             | Thomas Morgenstern                         | Anders Bardal                              | [ 12 ]                                     |
| 13 | Bad Mitterndorf        | HS 200    | 15 januari 2012                              | Anders Bardal                              | Daiki Itō                                  | Kamil Stoch                                | [ 13 ]                                     |
| 14 | Zakopane               | HS 134    | 20 januari 2012                              | Kamil Stoch                                | Richard Freitag                            | Andreas Kofler                             | [ 14 ]                                     |
| 15 | Zakopane               | HS 134    | 21 januari 2012                              | Gregor Schlierenzauer                      | Richard Freitag                            | Anders Bardal                              | [ 15 ]                                     |
| 16 | Sapporo                | HS 134    | 28 januari 2012                              | Daiki Itō                                  | Anders Bardal                              | Kamil Stoch                                | [ 16 ]                                     |
| 17 | Sapporo                | HS 134    | 29 januari 2012                              | Daiki Itō                                  | Kamil Stoch                                | Andreas Kofler                             | [ 17 ]                                     |
| 18 | Predazzo               | HS 134    | 4 februari 2012                              | Gregor Schlierenzauer                      | Severin Freund                             | Thomas Morgenstern                         | [ 18 ]                                     |
| 19 | Predazzo               | HS 134    | 5 februari 2012                              | Kamil Stoch                                | Gregor Schlierenzauer                      | Anders Bardal                              | [ 19 ]                                     |
| 20 | Willingen              | HS 145    | 12 februari 2012                             | Anders Bardal                              | Roman Koudelka                             | Daiki Itō                                  | [ 20 ]                                     |
| 21 | Klingenthal            | HS 140    | 16 februari 2012                             | Tävlingen inställd på grund av stark vind. | Tävlingen inställd på grund av stark vind. | Tävlingen inställd på grund av stark vind. | Tävlingen inställd på grund av stark vind. |
| 22 | Oberstdorf             | HS 213    | 18 februari 2012                             | Martin Koch                                | Daiki Itō                                  | Simon Ammann                               | [ 21 ]                                     |
| 23 | Lahtis                 | HS 130    | 4 mars 2012                                  | Daiki Itō                                  | Anders Bardal                              | Lukáš Hlava                                | [ 22 ]                                     |
| 24 | Trondheim              | HS 131    | 8 mars 2012                                  | Daiki Itō                                  | Richard Freitag                            | Simon Ammann                               | [ 23 ]                                     |
| 25 | Oslo                   | HS 134    | 11 mars 2012                                 | Martin Koch                                | Severin Freund                             | Robert Kranjec                             | [ 24 ]                                     |
| 26 | Planica                | HS 215    | 16 mars 2012                                 | Robert Kranjec                             | Simon Ammann                               | Martin Koch                                | [ 25 ]                                     |
| 27 | Planica                | HS 215    | 18 mars 2012                                 | Martin Koch                                | Simon Ammann                               | Robert Kranjec                             | [ 26 ]                                     |

#### Lagtävlingar
| Nr | Backe      | Disciplin                              | Datum            | Vinnare                                                                           | Tvåa                                                                           | Trea                                                                                    | Referens |
| -- | ---------- | -------------------------------------- | ---------------- | --------------------------------------------------------------------------------- | ------------------------------------------------------------------------------ | --------------------------------------------------------------------------------------- | -------- |
| 1  | Kuusamo    | HS 142 lagtävling (kväll)              | 27 november 2011 | Österrike Wolfgang Loitzl Andreas Kofler Gregor Schlierenzauer Thomas Morgenstern | Japan Janshiro Kobayashi Shōhei Tochimoto Taku Takeuchi Daiki Itō              | Ryssland Dmitrij Vasiljev Anton Kalinitschenko Roman-Sergeevich Trofimov Denis Kornilov | [ 27 ]   |
| 2  | Harrachov  | HS 142 lagtävling (kväll)              | 10 december 2011 | Norge Tom Hilde Bjørn Einar Romøren Vegard Sklett Anders Bardal                   | Österrike Thomas Morgenstern David Zauner Andreas Kofler Gregor Schlierenzauer | Slovenien Jernej Damjan Jure Sinkovec Peter Prevc Robert Kranjec                        | [ 28 ]   |
| 3  | Willingen  | HS 145 lagtävling (kväll)              | 11 februari 2012 | Norge Anders Fannemel Rune Velta Vegard Sklett Anders Bardal                      | Österrike Kamil Stoch Andreas Kofler Thomas Morgenstern Gregor Schlierenzauer  | Tyskland Maximilian Mechler Andreas Wank Severin Freund Richard Freitag                 | [ 29 ]   |
| 4  | Oberstdorf | HS 213 lagtävling (skidflygning/kväll) | 19 februari 2012 | Slovenien Jurij Tepeš Jure Sinkovec Peter Prevc Robert Kranjec                    | Österrike Thomas Morgenstern Martin Koch Andreas Kofler Gregor Schlierenzauer  | Norge Anders Fannemel Rune Velta Tom Hilde Anders Bardal                                | [ 30 ]   |
| 5  | Lahtis     | HS 97 lagtävling (kväll)               | 3 mars 2012      | Österrike Thomas Morgenstern Gregor Schlierenzauer Martin Koch Andreas Kofler     | Tyskland Andreas Wank Maximilian Mechler Severin Freund Richard Freitag        | Polen Maciej Kot Klemens Murańka Aleksander Zniszczoł Kamil Stoch                       | [ 31 ]   |
| 6  | Planica    | HS 215 lagtävling (skidflygning)       | 17 mars 2012     | Österrike Thomas Morgenstern Gregor Schlierenzauer Martin Koch Andreas Kofler     | Norge Anders Fannemel Rune Velta Bjørn Einar Romøren Anders Bardal             | Tyskland Andreas Wank Maximilian Mechler Severin Freund Richard Freitag                 | [ 32 ]   |

#### Totala världscupen - slutställning (40 bästa)
| Pos. | Namn                        | Poäng |
| ---- | --------------------------- | ----- |
| 1.   | Anders Bardal (NOR)         | 1325  |
| 2.   | Gregor Schlierenzauer (AUT) | 1267  |
| 3.   | Andreas Kofler (AUT)        | 1203  |
| 4.   | Daiki Itō (JPN)             | 1131  |
| 5.   | Kamil Stoch (POL)           | 1078  |
| 6.   | Richard Freitag (GER)       | 1031  |
| 7.   | Thomas Morgenstern (AUT)    | 1014  |
| 8.   | Severin Freund (GER)        | 857   |
| 9.   | Robert Kranjec (SLO)        | 829   |
| 10.  | Roman Koudelka (CZE)        | 796   |

| Pos. | Namn                   | Poäng |
| ---- | ---------------------- | ----- |
| 11.  | Simon Ammann (SUI)     | 731   |
| 12.  | Martin Koch (AUT)      | 690   |
| 13.  | Taku Takeuchi (JPN)    | 429   |
| 14.  | Lukáš Hlava (CZE)      | 404   |
| 15.  | Peter Prevc (SLO)      | 400   |
| 16.  | Vegard Sklett (NOR)    | 343   |
| 17.  | Rune Velta (NOR)       | 311   |
| 18.  | Anssi Koivuranta (FIN) | 283   |
| 19.  | Piotr Żyła (POL)       | 267   |
| 20.  | Denis Kornilov (RUS)   | 251   |

| Pos. | Namn                     | Poäng |
| ---- | ------------------------ | ----- |
| 21.  | Michael Neumayer (GER)   | 236   |
| 22.  | Andreas Wank (GER)       | 227   |
| 23.  | David Zauner (AUT)       | 216   |
| 24.  | Jurij Tepeš (SLO)        | 204   |
| 25.  | Anders Fannemel (NOR)    | 185   |
| 25.  | Jakub Janda (CZE)        | 185   |
| 27.  | Maximilian Mechler (GER) | 180   |
| 28.  | Jure Šinkovec (SLO)      | 163   |
| 29.  | Tom Hilde (NOR)          | 158   |
| 30.  | Wolfgang Loitzl (AUT)    | 154   |

| Pos. | Namn                      | Poäng |
| ---- | ------------------------- | ----- |
| 31.  | Janne Happonen (FIN)      | 152   |
| 32.  | Bjørn Einar Romøren (NOR) | 151   |
| 33.  | Jernej Damjan (SLO)       | 149   |
| 34.  | Sebastian Colloredo (ITA) | 141   |
| 35.  | Maciej Kot (POL)          | 108   |
| 36.  | Stephan Hocke (GER)       | 107   |
| 37.  | Andreas Stjernen (NOR)    | 92    |
| 38.  | Andrea Morassi (ITA)      | 90    |
| 39.  | Dmitrij Vasiljev (RUS)    | 84    |
| 40.  | Johan Remen Evensen (NOR) | 72    |

#### Skidflygningscupen - slutställning (40 bästa)
| Pos. | Namn                        | Poäng |
| ---- | --------------------------- | ----- |
| 1.   | Robert Kranjec (SLO)        | 355   |
| 2.   | Martin Koch (AUT)           | 302   |
| 3.   | Simon Ammann (SUI)          | 278   |
| 4.   | Daiki Itō (JPN)             | 275   |
| 5.   | Anders Bardal (NOR)         | 212   |
| 6.   | Kamil Stoch (POL)           | 193   |
| 7.   | Thomas Morgenstern (AUT)    | 178   |
| 8.   | Gregor Schlierenzauer (AUT) | 168   |
| 9.   | Severin Freund (GER)        | 153   |
| 10.  | Roman Koudelka (CZE)        | 124   |

| Pos. | Namn                      | Poäng |
| ---- | ------------------------- | ----- |
| 11.  | Richard Freitag (GER)     | 116   |
| 12.  | Andreas Kofler (AUT)      | 111   |
| 13.  | Taku Takeuchi (JPN)       | 83    |
| 14.  | Rune Velta (NOR)          | 73    |
| 15.  | Bjørn Einar Romøren (NOR) | 70    |
| 16.  | Anders Fannemel (NOR)     | 68    |
| 17.  | Lukáš Hlava (CZE)         | 64    |
| 18.  | Peter Prevc (SLO)         | 62    |
| 19.  | Vegard Sklett (NOR)       | 61    |
| 19.  | Jurij Tepeš (SLO)         | 61    |

| Pos. | Namn                      | Poäng |
| ---- | ------------------------- | ----- |
| 21.  | Andreas Wank (GER)        | 60    |
| 22.  | Johan Remen Evensen (NOR) | 56    |
| 23.  | Piotr Żyła (POL)          | 43    |
| 24.  | David Zauner (AUT)        | 40    |
| 25.  | Wolfgang Loitzl (AUT)     | 39    |
| 25.  | Michael Neumayer (GER)    | 37    |
| 27.  | Denis Kornilov (RUS)      | 36    |
| 27.  | Jure Šinkovec (SLO)       | 36    |
| 29.  | Maximilian Mechler (GER)  | 26    |
| 30.  | Tom Hilde (NOR)           | 24    |

| Pos. | Namn                           | Poäng |
| ---- | ------------------------------ | ----- |
| 31.  | Janne Happonen (FIN)           | 22    |
| 32.  | Maciej Kot (POL)               | 18    |
| 32.  | Kenneth Gangnes (NOR)          | 18    |
| 34.  | Jakub Janda (CZE)              | 16    |
| 35.  | Olli Muotka (FIN)              | 15    |
| 36.  | Sebastian Colloredo (ITA)      | 14    |
| 37.  | Aleksander Zniszczoł (POL)     | 13    |
| 37.  | Anssi Koivuranta (FIN)         | 13    |
| 39.  | Andrea Morassi (ITA)           | 10    |
| 40.  | Klemens Murańka (POL)          | 9     |
| 40.  | Vincent Descombes Sevoie (FRA) | 9     |

#### Nationscupen - slutställning
| Pos. | Nation    | Poäng |
| ---- | --------- | ----- |
| 1.   | Österrike | 6935  |
| 2.   | Norge     | 4530  |
| 3.   | Tyskland  | 4353  |
| 4.   | Slovenien | 3412  |
| 5.   | Japan     | 2827  |
| 6.   | Polen     | 2638  |
| 7.   | Tjeckien  | 2178  |
| 8.   | Ryssland  | 918   |
| 9.   | Schweiz   | 753   |
| 10.  | Finland   | 611   |
| 11.  | Italien   | 231   |
| 12.  | Bulgarien | 61    |
| 13.  | Frankrike | 57    |
| 14.  | Kanada    | 5     |

### Damer

#### Individuella tävlingar
| Nr | Backe             | Disciplin | Datum                                                   | Vinnare                                                                 | Tvåa                                                                    | Trea                                                                    | Referens                                                                |
| -- | ----------------- | --------- | ------------------------------------------------------- | ----------------------------------------------------------------------- | ----------------------------------------------------------------------- | ----------------------------------------------------------------------- | ----------------------------------------------------------------------- |
| 1  | Lillehammer       | HS 100    | 3 december 2011                                         | Sarah Hendrickson                                                       | Coline Mattel                                                           | Melanie Faisst                                                          | [ 35 ]                                                                  |
| 2  | Hinterzarten      | HS 108    | 7 januari 2012 Flyttad från Schonach den 6 januari 2012 | Sabrina Windmüller                                                      | Lindsey Van                                                             | Lisa Demetz                                                             | [ 36 ]                                                                  |
| 3  | Hinterzarten      | HS 108    | 8 januari 2012                                          | Sarah Hendrickson                                                       | Sara Takanashi                                                          | Jessica Jerome                                                          | [ 37 ]                                                                  |
| 4  | Val di Fiemme     | HS 106    | 14 januari 2012                                         | Sarah Hendrickson                                                       | Daniela Iraschko                                                        | Anette Sagen                                                            | [ 38 ]                                                                  |
| 5  | Val di Fiemme     | HS 106    | 15 januari 2012                                         | Sarah Hendrickson                                                       | Daniela Iraschko                                                        | Ulrike Grässler                                                         | [ 39 ]                                                                  |
| 6  | Zakopane          | HS 94     | 20 januari 2012                                         | Tävlingen i världscupen inställd. I stället tävling i Kontinentalcupen. | Tävlingen i världscupen inställd. I stället tävling i Kontinentalcupen. | Tävlingen i världscupen inställd. I stället tävling i Kontinentalcupen. | Tävlingen i världscupen inställd. I stället tävling i Kontinentalcupen. |
| 7  | Zakopane          | HS 106    | 21 januari 2012                                         | Tävlingen i världscupen inställd. I stället tävling i Kontinentalcupen. | Tävlingen i världscupen inställd. I stället tävling i Kontinentalcupen. | Tävlingen i världscupen inställd. I stället tävling i Kontinentalcupen. | Tävlingen i världscupen inställd. I stället tävling i Kontinentalcupen. |
| 8  | Hinzenbach        | HS 94     | 4 februari 2012                                         | Daniela Iraschko                                                        | Sarah Hendrickson                                                       | Katja Pozun                                                             | [ 40 ]                                                                  |
| 9  | Hinzenbach        | HS 94     | 5 februari 2012                                         | Daniela Iraschko                                                        | Sarah Hendrickson                                                       | Lindsey Van                                                             | [ 41 ]                                                                  |
| 10 | Ljubno ob Savinji | HS 95     | 11 februari 2012                                        | Sarah Hendrickson                                                       | Sara Takanashi                                                          | Daniela Iraschko                                                        | [ 42 ]                                                                  |
| 11 | Ljubno ob Savinji | HS 95     | 12 februari 2012                                        | Sarah Hendrickson                                                       | Sara Takanashi                                                          | Jacqueline Seifriedsberger                                              | [ 43 ]                                                                  |
| 12 | Zao               | HS 100    | 3 mars 2012                                             | Sarah Hendrickson                                                       | Sara Takanashi                                                          | Daniela Iraschko                                                        | [ 44 ]                                                                  |
| 13 | Zao               | HS 100    | 3 mars 2012                                             | Sara Takanashi                                                          | Sarah Hendrickson                                                       | Ulrike Grässler                                                         | [ 45 ]                                                                  |
| 14 | Zao               | HS 100    | 4 mars 2012                                             | Sarah Hendrickson                                                       | Sara Takanashi                                                          | Daniela Iraschko                                                        | [ 46 ]                                                                  |
| 15 | Oslo              | HS 106    | 9 mars 2012                                             | Sarah Hendrickson                                                       | Sara Takanashi                                                          | Anette Sagen                                                            | [ 47 ]                                                                  |

#### Världscupen - slutställning (40 bästa)
| Pos. | Namn                    | Poäng |
| ---- | ----------------------- | ----- |
| 1.   | Sarah Hendrickson (USA) | 1169  |
| 2.   | Daniela Iraschko (AUT)  | 779   |
| 3.   | Sara Takanashi (JPN)    | 639   |
| 4.   | Ulrike Grässler (GER)   | 546   |
| 5.   | Lindsey Van (USA)       | 482   |
| 6.   | Anette Sagen (NOR)      | 454   |
| 7.   | Katja Požun (SLO)       | 422   |
| 8.   | Melanie Faisst (GER)    | 409   |
| 9.   | Jessica Jerome (USA)    | 395   |
| 10.  | Coline Mattel (FRA)     | 328   |

| Pos. | Namn                             | Poäng |
| ---- | -------------------------------- | ----- |
| 11.  | Jacqueline Seifriedsberger (AUT) | 327   |
| 12.  | Maja Vtič (SLO)                  | 272   |
| 13.  | Evelyn Insam (ITA)               | 267   |
| 14.  | Line Jahr (NOR)                  | 255   |
| 15.  | Svenja Würth (GER)               | 191   |
| 16.  | Anna Häfele (GER)                | 181   |
| 17.  | Špela Rogelj (SLO)               | 165   |
| 18.  | Ayumi Watase (JPN)               | 145   |
| 19.  | Julia Clair (FRA)                | 132   |
| 20.  | Sabrina Windmüller (SUI)         | 130   |

| Pos. | Namn                    | Poäng |
| ---- | ----------------------- | ----- |
| 20.  | Yūki Itō (JPN)          | 130   |
| 22.  | Lisa Demetz (ITA)       | 120   |
| 23.  | Kaori Iwabuchi (JPN)    | 119   |
| 24.  | Yoshiko Kasai (JPN)     | 116   |
| 25.  | Abby Hughes (USA)       | 109   |
| 25.  | Maren Lundby (NOR)      | 103   |
| 27.  | Abby Hughes (GER)       | 96    |
| 28.  | Katharina Althaus (GER) | 95    |
| 29.  | Julia Kykkänen (FIN)    | 80    |
| 30.  | Urša Bogataj (SLO)      | 75    |

| Pos. | Namn                    | Poäng |
| ---- | ----------------------- | ----- |
| 31.  | Alissa Johnson (USA)    | 73    |
| 31.  | Elena Runggaldier (ITA) | 73    |
| 32.  | Irina Taktajeva (RUS)   | 64    |
| 34.  | Atsuko Tanaka (JPN)     | 57    |
| 35.  | Wendy Vuik (NED)        | 54    |
| 36.  | Juliane Seyfarth (GER)  | 51    |
| 37.  | Yurina Yamada (JPN)     | 45    |
| 38.  | Léa Lemare (FRA)        | 35    |
| 39.  | Katharina Keil (AUT)    | 32    |
| 40.  | Ramona Straub (GER)     | 26    |

#### Nationscupen - slutställning
| Pos. | Nation        | Poäng |
| ---- | ------------- | ----- |
| 1.   | USA           | 2228  |
| 2.   | Tyskland      | 1601  |
| 3.   | Japan         | 1251  |
| 4.   | Österrike     | 1173  |
| 5.   | Slovenien     | 934   |
| 6.   | Norge         | 828   |
| 7.   | Frankrike     | 495   |
| 8.   | Italien       | 466   |
| 9.   | Schweiz       | 130   |
| 10.  | Finland       | 80    |
| 11.  | Ryssland      | 67    |
| 12.  | Nederländerna | 54    |
| 13.  | Tjeckien      | 40    |
| 14.  | Kanada        | 8     |